# Степовий каньйон (заказник)

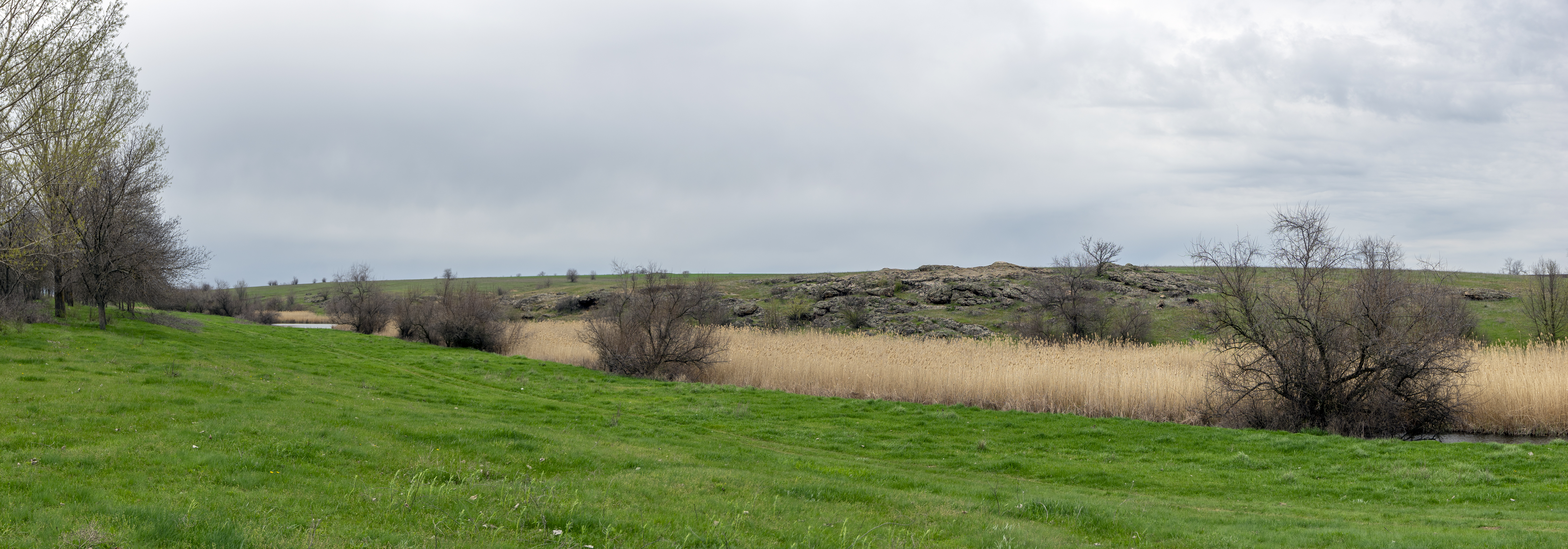

Степови́й каньйо́н — ландшафтний заказник місцевого значення в Україні. Об'єкт природно-заповідного фонду Дніпропетровської області. 
Розташований у південно-західній частині Криничанського району Дніпропетровської області. 
Площа 933 га. Статус присвоєно згідно з рішенням облради від 27 травня 2015 року. 
Статус присвоєно для збереження водно-степових природних комплексів у басейні річки Базавлук. На території та в акваторії заказника налічується 501 вид рослин. Зокрема, до складу флори цієї території входить 11 видів, занесених до Червоної книги України, і 35 видів — до Червоного списку Дніпропетровської області. Також водиться 106 видів птахів, серед яких 3 червонокнижні види і 6 видів, занесених до Червоної книги Дніпропетровської області.